# Цванцигер, Тео
Тео Цванцигер (нем. Theo Zwanziger; род. 6 июня 1945, Альтендиц) — немецкий политик и спортивный функционер, президент Немецкого футбольного союза (2006—2012).

## Биография
Родился 6 июня 1945 года в Альтендице, Рейнланд-Пфальц, Германия.
В юности Цванцигер выступал за любительские клубы своего родного города. После этого он переехал в Майнц, где изучал юриспруденцию и получил высшее образование по налоговому и конституционному праву. С 1980 по 1985 год он работал судьей в Кобленце, а в 1985 году был избран в Ландтаг Рейнланд-Пфальца.
В 1992 году Цванцигер начал работать в Немецком футбольном союзе в качестве члена исполнительного совета. В 2001 году Цванцигер был назначен казначеем союза, а в 2003 году избран его вице-президентом. За свой вклад в немецкий футбол в 2005 году он получил орден «За заслуги перед Федеративной Республикой Германия».
8 декабря 2006 года он был назначен сопредседателем союза при Герхарде Майер-Форфельдере. После того, как Майер-Форфельдер покинул ассоциацию и стал вице-президентом УЕФА в 2007 году, Цванцигер стал единственным президентом.
2 марта 2012 года он ушёл в отставку. В марте 2016 года Комитет ФИФА по этике открыл официальное разбирательство против Цванцигера в связи с нарушениями в организации чемпионата мира по футболу 2006 года.

## Личная жизнь
Цванцигер женат, у него есть двое сыновей.